# Villargiroud

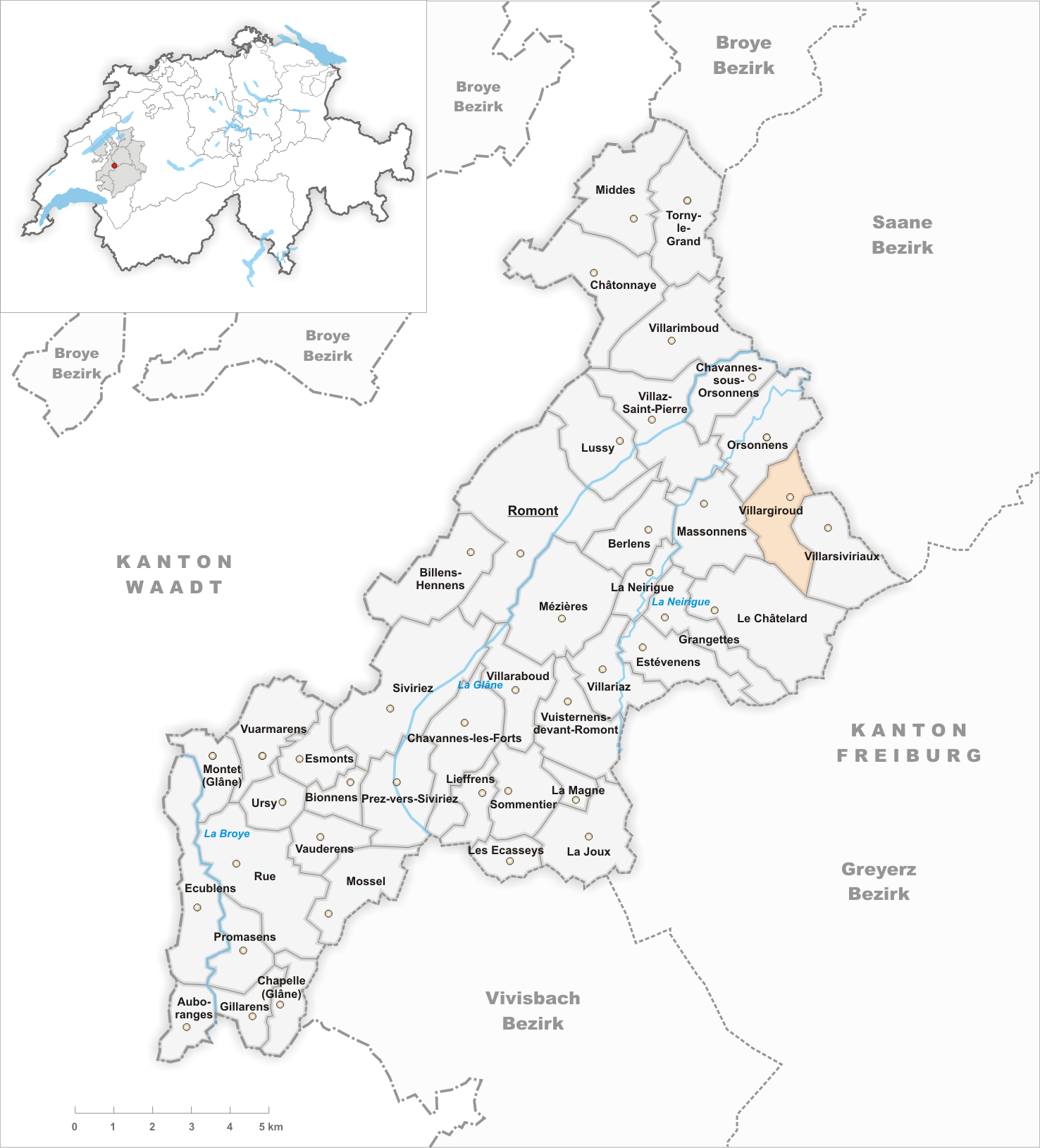
Gemeindestand vor der Fusion am 1. Januar 2001

Villargiroud (Freiburger Patois Velâdzerouⓘ) ist eine Ortschaft und früher selbständige politische Gemeinde im Distrikt Glâne des Kantons Freiburg in der Schweiz. Am 1. Januar 2001 fusionierte Villargiroud mit den vorher ebenfalls selbständigen Gemeinden Chavannes-sous-Orsonnens, Orsonnens und Villarsiviriaux zur neuen Gemeinde Villorsonnens.

## Geographie
Villargiroud liegt auf 788 m ü. M., sieben Kilometer östlich des Bezirkshauptortes Romont (Luftlinie). Das Dorf erstreckt sich auf einem Plateau am Nordfuss des Gibloux, am Bach Ruisseau du Guelbe, im Molassehügelland des Freiburger Mittellandes. Die ehemalige Gemeindefläche betrug rund 3,2 km². Das Gebiet erstreckte sich vom Plateau von Villargiroud südwärts und umfasste einen grossen Teil des Einzugsgebietes des Ruisseau du Guelbe, begrenzt im Westen vom Waldhügel Bois de Saugy (bis 870 m ü. M.), im Süden von der Höhe La Joux (bis 1080 m ü. M.) am Hang des Gibloux.

## Bevölkerung
Mit 377 Einwohnern (2000) zählte Villargiroud vor der Fusion zu den kleinen Gemeinden des Kantons Freiburg. Zu Villargiroud gehören die Einfamilienhaussiedlung von Montilier (820 m ü. M.) sowie mehrere Hofsiedlungen und Einzelhöfe.
Einwohnerzahlen: Volkszählungsdaten

## Wirtschaft
Villargiroud war bis in die zweite Hälfte des 20. Jahrhunderts ein vorwiegend durch die Landwirtschaft geprägtes Dorf. Noch heute haben die Milchwirtschaft, die Viehzucht und der Ackerbau einen wichtigen Stellenwert in der Erwerbsstruktur der Bevölkerung. Weitere Arbeitsplätze sind im lokalen Kleingewerbe (darunter in einer mechanischen Werkstatt) und im Dienstleistungssektor vorhanden. In den letzten Jahrzehnten hat sich das Dorf auch zu einer Wohngemeinde entwickelt. Viele Erwerbstätige sind deshalb Wegpendler, die hauptsächlich in den Regionen Romont und Freiburg arbeiten.

## Verkehr
Das Dorf liegt abseits der grösseren Durchgangsstrassen an einer Verbindungsstrasse von Villaz-Saint-Pierre nach Vuisternens-en-Ogoz. Durch die Buslinie der Transports publics Fribourgeois, die von Romont nach Farvagny verkehrt, ist Villargiroud an das Netz des öffentlichen Verkehrs angebunden.

## Geschichte
Die erste urkundliche Erwähnung des Ortes erfolgte 1259 unter dem Namen Villargirot. Später erschienen die Schreibweisen Villars-Gisot (1271), Villargiroz (1305), Villargiro (1539), Villergeru (1578), Villargerod (1668) und Villargiros (1770). Der Ortsname ist vom germanischen Personennamen Gerold abgeleitet und bedeutet in Kombination mit dem spätlateinischen Wort villare so viel wie Dorf/Weiler des Gerold.
Seit dem Mittelalter bildete Villargiroud eine eigene kleine Herrschaft, die teils unter dem Einflussbereich der Savoyer, teils unter jenem der Freiherren von Pont-en-Ogoz stand. Zu Beginn des 16. Jahrhunderts geriet Villargiroud allmählich unter die Herrschaft von Freiburg. Die neuen Herren ordneten das Dorf der Vogtei Pont-Farvagny zu. Nach dem Zusammenbruch des Ancien Régime (1798) gehörte Villargiroud während der Helvetik bis 1803 zum Bezirk Romont, danach zum Bezirk Farvagny und wurde mit der neuen Kantonsverfassung 1848 in den Bezirk Glâne eingegliedert.
Im Rahmen der vom Kanton Freiburg seit 2000 geförderten Gemeindefusionen wurden die Dörfer Villargiroud, Chavannes-sous-Orsonnens, Orsonnens und Villarsiviriaux mit Wirkung auf den 1. Januar 2001 zusammengelegt. Die neu entstandene politische Gemeinde erhielt den Kunstnamen Villorsonnens.